# Denmark (Maine)
Denmark és una població dels Estats Units a l'estat de Maine (EUA). Segons el cens del 2000 tenia 1.004 habitants.

## Demografia
Segons el cens del 2000, Denmark tenia 1.004 habitants, 417 habitatges, i 284 famílies. La densitat de població era de 8,6 habitants per km².
Dels 417 habitatges en un 30,9% hi vivien nens de menys de 18 anys, en un 56,8% hi vivien parelles casades, en un 8,4% dones solteres, i en un 31,7% no eren unitats familiars. En el 23,5% dels habitatges hi vivien persones soles el 9,6% de les quals corresponia a persones de 65 anys o més que vivien soles. El nombre mitjà de persones vivint en cada habitatge era de 2,41 i el nombre mitjà de persones que vivien en cada família era de 2,88.
Per edats la població es repartia de la següent manera: un 24% tenia menys de 18 anys, un 4,9% entre 18 i 24, un 28,1% entre 25 i 44, un 28,3% de 45 a 60 i un 14,7% 65 anys o més.
L'edat mediana era de 42 anys. Per cada 100 dones de 18 o més anys hi havia 92,7 homes.
La renda mediana per habitatge era de 40.000 $ i la renda mediana per família de 47.969 $. Els homes tenien una renda mediana de 32.443 $ mentre que les dones 19.250 $. La renda per capita de la població era de 21.227 $. Entorn del 7,4% de les famílies i l'11,1% de la població estaven per davall del llindar de pobresa.